# Acalolepta hebridarum
Acalolepta hebridarum es una especie de escarabajo longicornio del género Acalolepta, tribu Monochamini, subfamilia Lamiinae. Fue descrita científicamente por Breuning en 1935.
Se distribuye por Vanuatu. El período de vuelo de esta especie ocurre en los meses de agosto y septiembre.